# Catherine Delcourt
Catherine Delcourt (Luik, 19 november 1974) is een Belgisch politica voor de MR.

## Biografie
Delcourt behaalde in 1995 een regentaat in wiskunde en zedenleer aan de hogeschool IESP Jonfosse in Luik en in 1998 een licentie in de criminologie en in 1999 een aggregaat sociale wetenschappen in het hoger secundair onderwijs  aan de Universiteit Luik. Van 1998 tot 1999 werkte ze als assistente op de faculteit criminologie van deze universiteit en van 1999 tot 2004 was ze inspecteur op de psychosociale dienst van het Directoraat-generaal Penitentiaire Inrichtingen van de Federale Overheidsdienst Justitie.
In 2004 werkte Delcourt even als bemiddelaar voor de preventiedienst tegen intrafamiliaal geweld in de stad Seraing en daarna was ze enkele maanden criminologe op het Directoraat-generaal voor Verplicht Onderwijs van de Franse Gemeenschap. Nadien was ze van 2004 tot 2016 attaché op de dienst noodplanning van de Federale Overheidsdienst Binnenlandse Zaken en van 2011 tot 2014 wetenschappelijk attaché aan het interuniversitair centrum voor permanente vorming CIFOP in Luik.
In 2010 werd ze door de Luikse gouverneur Michel Foret aangezocht om als diens woordvoerder aan de slag te gaan. Van 2013 tot 2016 stond ze tevens aan het hoofd van de communicatiedienst van de Luikse gouverneurs Michel Foret en Hervé Jamar en van 2016 tot 2024 was ze arrondissementscommissaris van de provincie Luik. In die hoedanigheid trad ze geregeld op als plaatsvervanger van gouverneur Hervé Jamar. Hierbij was ze tevens verantwoordelijk voor noodplanning, crisisbeheer en crisiscommunicatie, bijvoorbeeld bij de verwoeste overstromingen die de provincie in juli 2021 troffen, waarbij ze de provinciale crisiscel leidde. Na deze overstromingen was ze tot december 2021 voor het Waals Gewest bijzonder commissaris voor de wederopbouw in de streek.
Delcourt ging in 2008 tevens aan de slag voor de Universiteit Luik, als wetenschappelijk medewerker en lector crisisbeheer en noodplanning. Sinds 2023 is ze er tevens lector crisismanagement. 
In 2024 werd ze politiek actief voor de liberale MR. Bij de federale verkiezingen van 9 juni 2024 stond Delcourt op de tweede plaats van de lijst van de partij in de kieskring Luik en werd ze met 13.228 voorkeurstemmen verkozen in de Kamer van volksvertegenwoordigers.